# David Murray Gates
David Murray Gates  (Manhattan , Kansas, 27 de maio de 1921) é um médico e botânico estado-unidense.